# Fanjul brothers
Fanjul brothers – neboli bratři Alfonso „Alfy“ Fanjul Jr., José „Pepe“ Fanjul, Alexander Fanjul, a Andres Fanjul, kubánští emigranti – jsou majiteli Fanjul Corp., velkého konglomerátu, podnikajícího v cukrovarnictví a v realitách ve Spojených státech a v Dominikánské republice. Konglomerát zahrnuje společnosti Central Romana, Domino Sugar, Florida Crystals, C&H Sugar, Redpath Sugar, bývalé cukrovary Tate & Lyle, American Sugar Refining, letiště La Romana International Airport, a resorty v okolí La Romana v Dominikánské republice.